# 1530 a tudományban
Az 1530. év a tudományban és a technikában.

## Események
- a College de France alapítása
- Philipp Melanchthon német humanista, Luther Márton munkatársa, kidolgozza az Ágostai hitvallást, az evangélikus vallás 17 alaptételét.
- Guillaume Budé: A filológiáról  (a klasszikus filológia megalapítása).

## Születések
- augusztus 14. - Giambattista Benedetti matematikus (1590).
- Julius Caesar Aranzi, olasz orvos
- Geronimo Mercuriali, olasz orvos

## Halálozások
- Estienne de La Roche matematikus (* 1470)
- Pêro da Covilhã portugál utazó, felfedező, diplomata (* 1450 k.)